# واجون بارس

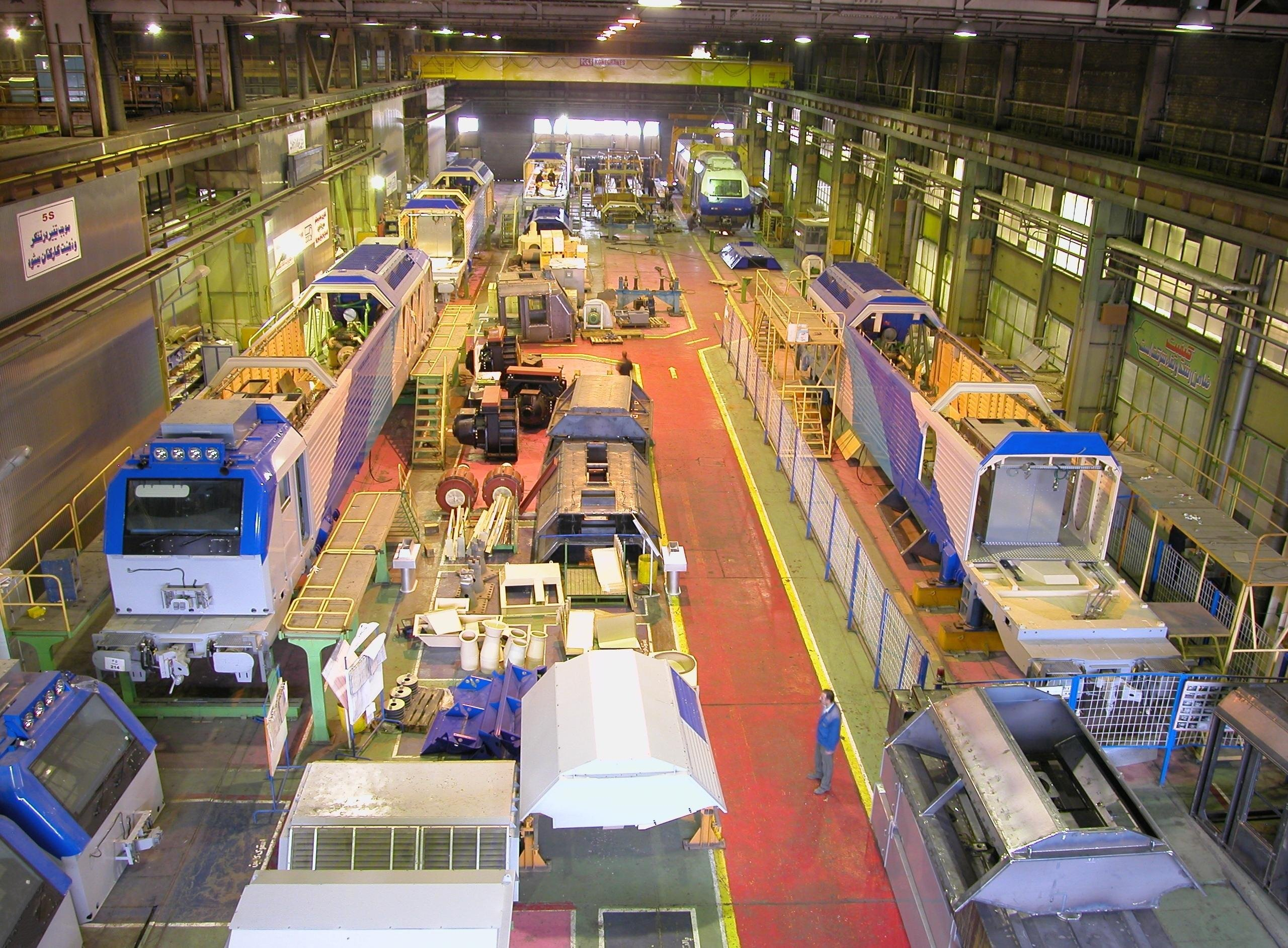
إنتاج قاطرة AD43C في واجون بارس

واجون بارس هي شركة تصنيع قطارات وقاطرات إيرانية تأسست في عام 1974 ،  في آراك .  وتشمل المنتجات القاطرات والقطارات والمترو وسيارات السكك الحديدية الخاصة بالشحن والوقود والمعدات اللازمة لركوب الطائرات. هذه الشركة هي أكبر شركة لتصنيع المعدات الدارجة في الشرق الأوسط . [بحاجة لمصدر]

## روابط خارجية
- "PARS Wagon Factory". www.phantasrail.com. مؤرشف من الأصل في 2017-06-02.